# Duality (Lisa Gerrard & Pieter Bourke)
Duality è un album nato dalla collaborazione fra Lisa Gerrard e Pieter Bourke pubblicato nel 1998. È il secondo album solista della Gerrard dopo "The Mirror Pool" del 1995.
L'inizio della canzone Shadow Magnet ricorda, per le sonorità, la musica all'inizio della colonna sonora de Il gladiatore, colonna sonora composta dalla stessa Gerrard insieme a Hans Zimmer. Inizialmente si era pensato di usare la canzone Nadir (Synchronicity) alla fine del film, ma problemi di copyright non ne hanno consentito l'utilizzo e al suo posto è stata usata una canzone "influenzata" da Nadir.
I brani Sacrifice e Tempest sono stati inclusi nella colonna sonora del film Insider - Dietro la verità. Sacrifice in Italia è stata usata anche in un famoso spot pubblicitario per la compagnia telefonica TIM, ideato da Isabella Bernardi e diretto da Spike Lee, in cui Gandhi parla alla gente con tecnologie moderne.
La copertina dell'album riproduce un quadro di Jacek Tuschewski, che aveva già collaborato con la Gerrard in altri progetti musicali.

## Tracce
1. Shadow Magnet – 7.54
2. Tempest – 5.49
3. Forest Veil – 2.31
4. The Comforter – 1.26
5. The Unfolding – 4.35
6. Pilgrimage of Lost Children – 3.48
7. The Human Game – 6.56
8. The Circulation of Shadows – 1.56
9. Sacrifice – 7.47
10. Nadir (Synchronicity) – 3.02